# Paul Steel (Squashspieler)
Paul Steel (* 15. August 1970 in Whakatāne) ist ein ehemaliger neuseeländischer Squashspieler.

## Karriere
Paul Steel war in den 1990er-Jahren als Squashspieler aktiv und gewann in dieser Zeit einen Titel auf der PSA World Tour. Er erreichte im Juli 1994 mit Rang 18 seine höchste Platzierung in der Weltrangliste.
Mit der neuseeländischen Nationalmannschaft nahm er 1991, 1993, 1995, 1997, 1999 und 2001 an der Weltmeisterschaft teil. Bei den Commonwealth Games 1998 vertrat er Neuseeland mit Daniel Sharplin in der Doppelkonkurrenz, in der die beiden in der Gruppenphase ausschieden.
1994 und 1995 stand Steel im Hauptfeld der Einzelweltmeisterschaft. Dabei erreichte er 1994 das Achtelfinale, im Jahr darauf kam er nicht über die erste Runde hinaus. Von 1992 bis 2001 wurde er zehnmal in Folge neuseeländischer Landesmeister. Der neuseeländische Squashverband nahm Steel in seine Hall of Fame auf. Nach seiner Karriere als Spieler arbeitete er lange Jahre als Trainer, insbesondere in der Schweiz.

## Erfolge
- Gewonnene PSA-Titel: 1
- Neuseeländischer Meister: 10 Titel (1992–2001)